# 維尤羅亞爾
維尤羅亞爾是加拿大卑詩省西南部首府地區一個鎮，坐落溫哥華島東南部，東南面與埃斯奎莫爾特為鄰，南面瀕臨埃斯奎莫爾特港，西南臨科爾伍德，西接蘭福德，北鄰高地區，東面則與沙尼治為鄰。此鎮名稱意譯為“皇家景觀”，指的是埃斯奎莫爾特港中的皇家錨地（Royal Roads）可從此處觀看。據2011年加拿大人口普查所示，維尤羅亞爾鎮內人口為9381人。
維尤羅亞爾一帶原為沙利殊原住民族（Salish）的地域。1840年代，哈德遜灣公司取得此帶地域的操控權，並從1850年起透過其轄下的普吉特海灣農業公司（Puget's Sound Agricultural Company）在此設立數個農莊，當中包括位於現維尤羅亞爾東部的克雷格花農莊（Craigflower Manor），為鄰近的維多利亞堡（即現維多利亞市）供應食糧。到了1912年，維多利亞一帶市道暢旺，埃斯奎莫爾特亦於當年設立地方行政架構，促使海島投資公司（Island Investment Company）將克雷格花農莊一帶的土地發展成住宅區。維尤羅亞爾一直沒有設立地方政府，待1988年12月5日才正式建制為鎮。
鎮內的主要幹道為卑詩省1號公路（橫加公路），西通蘭福德，東至沙尼治和省府維多利亞。航空交通方面，最接近維尤羅亞爾的主要機場為位於北沙尼治的維多利亞國際機場。

## 外部連結
- （英文）View Royal - Home （页面存档备份，存于）－維尤羅亞爾鎮政府官方網站